# 안종원 (서예가)
안종원(安鍾元, 1874년~1951년 9월 14일)은 일제강점기의 서예가이다. 호는 석정(石汀)이다.

## 생애
서울 출신으로, 양정의숙(養正義塾)에서 법률을 전공한 후 1909년 양정의숙 교원, 동 학감(學監), 제2대 교장을 역임했다. 1921년 서화협회 회원, 동 30년 서화협회장이 되었고, 1922년부터 선전(鮮展)에 출품하였다. 해방 후 1949년 제1회 국전의 심사위원이 되었다. 〈양문미고(仰文彌高)〉(1923) 등의 작품을 남겼다.